# Krach (film)
Krach (Крах) è un film del 1968 diretto da Vladimir Aleksandrovič Čebotarёv.